# فرودگاه روتجا
فرودگاه روتجا (به انگلیسی: Rutja Airfield) (به زبان بومی: Rutja lennuväli) یک فرودگاه نظامی است که یک باند فرود بتن دارد و طول باند آن ۲۵۰۰ متر است. این فرودگاه در کشور استونی قرار دارد و در ارتفاع ۴۱ متری از سطح دریا واقع شده است.